# オフターゲット活性
オフターゲット活性（おふたーげっとかっせい、英: off-target activity）とは、薬物が意図した生物学的標的とは異なる生物学的活性のことである。一般的には副作用の原因となる。しかし、場合によっては、オフターゲット活性を利用して治療を行うことができる。たとえば、副作用として女性化および女性化乳房を引き起こすことが知られていた抗鉱質コルチコイド薬および利尿薬のスピロノラクトンを、抗アンドロゲン薬としてニキビや多毛症などのアンドロゲン依存性疾患の治療に再利用した例がある。

## 参照項目
- 抗標的